# Polsat News 2
Polsat News 2 — польский информационный телеканал, второй новостной канал группы Polsat, вещающий с 9 июня 2014.

## История
Телеканал был запущен 9 июня 2014 в 10:00 под именем Polsat News+, заменив Polsat Biznes. На канале были свои программы, самой известной из них является «To był dzień na świecie» (с пол. — «Таким был день в мире»). Также туда входят программы, ранее выходившие на Polsat Biznes: «Zoom na giełdę», «Biznes Informacje» и «Nie daj się fiskusowi»; новые передачи: «Prawy do Lewego», «Lewy do Prawego», «Rozmowa polityczna», «WidziMiSię», «Wysokie C», «poŚwiata», «Od redakcji». С 31 июля 2014 телеканал носит название Polsat News 2: название было изменено по просьбе компании ITI Neovision. В июне 2018 года прекратил производство и трансляцию собственных программ. С 16 апреля 2024 года канал доступен в HD-качестве.